# Hey Look Ma, I Made It
Hey Look Ma, I Made It è un singolo del gruppo musicale statunitense Panic! at the Disco, pubblicato il 26 febbraio 2019 come terzo estratto dal sesto album in studio Pray for the Wicked.
In Italia è stato il 75º singolo più trasmesso dalle radio nel 2019.

## Video musicale
Il video musicale è stato pubblicato il 21 giugno 2019 sul canale YouTube della Fueled by Ramen.